# Гундерік
Гундерік (Guntharîx 379 —428) — король вандалів у 406—418 роках й 1-й король Королівства вандалів і аланів у 426—428 роках.

## Життєпис
Син короля Годигісела. Після загибелі останнього у битві з ріпуарськими франками неподалік від Неккара, став новим королем вандалів-асдинґів. У ніч з 31 грудня 406 року на 1 січня 407 року в союзі з Фрідубальдом, королем вандалів-силінгів, Респендіалом і Гоаром, королями аланів, Ґундагаром, королем бургундів, Гермеріхом, королем квадів-свевів, вандали-силінги перетнули Рейн.
Війська Гундеріка грабували північногалльські землі на шляху на захід і південь, зокрема сплюндрували Могунтіак, рухаючись через Аквітанію досягали Нарбоннської Галлії. Восени 409 року, скориставшись протистоянням Константа II з магістром армії Геронтієм, разом з аланами та вандали-силінгами перетинають Піренеї й займають східну частину провінції Галлеція, де стають федератом імперії. Незабаром Гундерік стає доволі самостійним, заснувавши власне королівство. Але воно зазнало нападу свевів (володіли Західною Галлецією), й у 414 році Гундерік відступив до Карфагенської Іспанії.
У 416—417 роках вестготів на чолі із Валлією проти вандалів-силінгів не надав останнім якоїсь допомоги. За це Валлія не став знищувати вандалів Гундеріка, уклавши з останнім мирний договір та передавши тому частину земель силінгів. Вандали-силінги, що вижили, приєдналися до вандалів-асдингів.
У 418 році уклав союз з аланами. Скориставшись справами Теодоріха I, короля вестготів, в Галлії, Гундерік зумів зайняти Бетіку та зміцнившись в Карфагенській Іспанії. Того ж року виступив проти свевів, завдавши їм поразки, змусивши відступити у гірську частину Галлеції. Водночас захопив Новий Карфаген (сучасну Картахену). Втім у 419 році римське військо на чолі із Астерієм прийшло на допомогу свевам, й Гундерік з військом відступив до Бетіки та півдня Карфагенської Іспанії.
У 422 році проти вандалів виступили вестготи в союзі з римлянами. Коли перемога була вже близька, готи вдарили своїм союзникам в тил, і римляни зазнали тяжкої поразки. Після цього державу Гундеріка тривалий час не турбували внаслідок війни вестготів з римлянами. У 425 році флот Гундеріка пограбував Балеарські острови та узбережжя Мавретанії.
У 426 році після знищення королівства аланів в Лузітанії останні доєдналися до держави Гундеріка, який прийняв титул короля вандалів і аланів. У 427 році почалася війна з вестготами. У 428 році під час боїв в Севільї Гундеріка було вбито. Владу успадкував його зведений брат Гейзеріх, яких вбив малолітніх синів Гундеріка.